# Eryngium octophyllum
Eryngium octophyllum är en flockblommig växtart som beskrevs av Jevgenij Korovin. Eryngium octophyllum ingår i släktet martornar, och familjen flockblommiga växter. Inga underarter finns listade i Catalogue of Life.